# 6541 Юань
6541 Юань (6541 Yuan) — астероїд головного поясу, відкритий 26 лютого 1984 року.
Тіссеранів параметр щодо Юпітера — 3,197.